# Ceropegia zeyheri
Ceropegia zeyheri ist eine Pflanzenart der Unterfamilie Seidenpflanzengewächse (Asclepiadoideae). Das Artepitheton ehrt den Afrikaforscher Carl Ludwig Philipp Zeyher (1799–1858).

## Merkmale
Ceropegia zeyheri ist eine, windende oder kletternde, wenig verzweigter etwas sukkulente ausdauernde Pflanze. Die grünen, glatten Stängel messen 2 bis 4 mm im Querschnitt und werden bis etwa 1 m lang. Die Laubblätter sind gespitzt-oval, 5 bis 10 mm groß und sukkulent.
Die Blüten sind typische Fensterblüten, die sitzend oder kurz gestielt sind. Die Blüte ist 4 bis 6 cm groß und nur gering gebogen. Der rundliche Kronkessel hat 5 bis 8 mm im Durchmesser. Die Kronröhre verschmälert sich zunächst auf etwa 3 mm um sich dann auf 8 bis 11 mm zu verbreitern. Die fünf Kronzipfel sind relativ lang (3 bis 4 cm) und am oberen Ende verwachsen. Sie sind am unteren Ende nach relativ breit, werden etwa nach 2/3 sehr schmal und werden zum oberen Ende, zum Verwachsungspunkt hin, wieder breiter. Sie sind etwas nach außen gerollt. Die Blüten sind grünlich, im Bereich der Kronröhre mit dunkleren Längsstreifen, im Bereich der Ansatzstellen der Kronzipfel mit einem feinen rotbraunen Netzmuster versehen. Die Blüten sind innen und außen fein behaart.

## Vorkommen
Diese Art kommt in der östlichen Kapprovinz Südafrikas vor. Inzwischen wird sie auch in Spezialgärtnereien in Europa kultiviert und ist im Handel zu bekommen.